# Diocèse de Mariana
Le diocèse de Mariana (latin : dioecesis Marianensis) était un diocèse français en Corse avec siège à Mariana (sur le territoire de la commune actuelle de Lucciana (Haute-Corse). Il est fondé vers l'an 300. Au début le diocèse a un lien direct avec le Saint-Siège. À partir de 1092 il est suffragant de l'archidiocèse de Pise et à partir de 1130 de l'archidiocèse de Gênes. La cathédrale Santa-Maria-Assunta dite de « la Canonica » est fondée en 1119.
En 1563 le diocèse est fusionné avec le diocèse d'Accia qui est trop petit, devenant « diocèse de Mariana et Accia ». En 1570, les évêques de Mariana et Accia s'établissent à Bastia à cause de la menace barbaresque, leur cathédrale devient la pro-cathédrale Sainte-Marie de Bastia.
À la suite du concordat de 1801 le diocèse de Mariana et Accia est supprimé et son territoire est annexé au diocèse d'Ajaccio. À partir de 2002 le diocèse de Mariana in Corsica est un siège titulaire.

## Histoire
Dès 46, saint Pierre envoie des missionnaires en Corse. En 59 saint Paul de Tarse parti de Rome pour Narbonne, fait escale à Aléria, Mariana, Clunium, Tamina, Arena (Ersa) et nomme son disciple Eubolus évêque d'Aléria, Parteu évêque de Mariana, Martino Tomitano évêque de Tomino, son disciple Eufrasiu évêque d'Ajaccio… Vers l'an 400 la Corse comptait une quinzaine de diocèses.
Le christianisme s'installe rapidement en Corse. La christianisation a de fait, débuté au Ve siècle sous l'impulsion des évêques catholiques d'Afrique du Nord exilés en Corse par les Vandales qui l'ont dominée de 429 à 530. La Corse était la province la plus septentrionale de leur royaume.
Mariana fut le siège d'un des premiers évêques de l'ile.
Il est problématique de connaître le nom d'évêques avant le VIe siècle. Ughelli cite bien un Catonus, évêque de Mariana, comme ayant assisté au synode d'Arles (314).
- 1092 - Le pape Urbain II nomme archevêque Daibertus évêque de Pise qui devient métropolitain-suzerain des six diocèses corses.
- 1133 - Gênes obtient du pape Innocent II ceux de Nebbio, Mariana et Accia, Pise conservant Sagone, Ajaccio et Aléria.

La Canonica, ou cathédrale médiévale de Mariana, est construite au début du XIIe siècle sur l'emplacement de l'ancienne basilique paléochrétienne. Elle est en cipolin de Brando et de Sisco, les deux communes échangeaient marbres contre minerai de fer ramené de l'île d'Elbe.
- 1269 – Opizo Pernice de la famille des Cortinchi, aurait établi le siège de l’évêché de Mariana à Belfiorito, le futur village de Viscuvatu[2].

Certains évêques de Mariana sont plus connus, comme :
- Giovanni d'Omessa évêque de Mariana, neveu d'Ambrogio d'Omessa évêque d'Aléria. En 1411, tous deux élevèrent une barrière à l'ambition croissante de Vincentello d'Istria[3].
- Michele di Germani, évêque de 1436 à 1457. En 1456 sur son ordre, Maino di Brando, dit Brandolaccio, un vulgaire bandit, avait subi quelques coups d'estrapade pour un délit dont sa culpabilité n'était pas démontrée. Remis en liberté, il se déclara en inimitié avec l'évêque. « Un jour que celui-ci, entouré d'une nombreuse escorte se rendait à une assemblée des prêtres de son diocèse, il le tua d'un coup de javelot pour se venger. Ne pouvant s'emparer de l'auteur du crime, le gouverneur fit arrêter d'abord les Corses qui étaient convaincus de lui avoir donné asile, et trouva le moyen de mêler au procès les remuants caporali d'Omessa. Comme presque tous les membres de cette famille appartenaient au clergé, l'évêque d'Ajaccio fut autorisé par bulle pontificale à instruire contre eux, mais le bras séculier fut plus expéditif. La torture arracha des aveux au curé piévan de Giovellina, fils de l'évêque Ambrogio, et au curé de Casacconi, Sinoraldo, qui furent pendus[3],[4]. »
- Ottaviano le nouvel évêque de Mariana successeur de Michele, en 1456 jura fidélité à l'Office de Saint Georges suivant la formule ordinaire. « Il s'engage, dans le cas où il violerait son serment, à renoncer au privilège de la juridiction ecclésiastique, à se soumettre ä la juridiction de l'Office et à se démettre de l'évêché de Mariana[5]. » Il fut soupçonné d'avoir trempé dans le crime, et son vicaire livré au bourreau[3].

- Leonardo di Fornari évêque de Mariana. En 1467, il est agressé ; les scélérats sont tués. Leonardo di Fornari fut inhumé dans l'église paroissiale de Bastia comme l'écrit Ferdinando Ughelli[6],[7].
- Anton Pietro Filippini (U Viscuvatu 1529-1594?), archidiacre de Mariana, historien de la Corse. Il a utilisé les travaux antérieurs des historiens Giovanni della Grossa, Monteggiani et Ceccaldi.
- Carlo Fabrizio Giustiniani, évêque de Mariana et Accia de 1656 à 1682. Il a créé à Bastia l’Accademia dei vagabondi (1659).
- Joseph-Marie Massoni (de Calenzana), évêque de Mariana et Accia de 1751 à 1768.

Au début du XVIe siècle, Agostino Giustiniani évêque de Nebbiu écrivait :

« […] Mariana, qui comprend seize pièves ; ce sont Tomino, Luri, Brando, Lota, Orto, Mariana, Bigorno, Caccia, Quadro ou Casinca, Tavagna, Moriani, Ostricone, Toani, Sant'Andrea, Giussani et Casacconi. Cet évêché a un revenu de mille ducats d'or. »

— Agostino Giustiniani in Dialogo nominato Corsica, traduction de l’abbé Letteron in Histoire de la Corse – Description de la Corse – Tome I p. 82.

### Le diocèse de Mariana et Accia
- 1563 - Pie IV jugeant le diocèse d'Accia trop restreint, car composé avec les seules pievi d'Ampugnani et de Rostino, l'unit à celui de Mariana. Le diocèse porta depuis le titre de diocèse de Mariana et Accia.
- 1570 - L'évêque de Mariana et Accia s'établit à Bastia à cause de la permanente menace barbaresque.

## L'ancienne cathédrale de Mariana
La Canonica, ancienne cathédrale de Mariana à Lucciana, telle qu'elle apparait de nos jours, est une église médiévale. À l'origine, il y avait une basilique et ce qui devait être le siège de l'évêché de Mariana. Elle a été construite au milieu du VIe siècle, sur l'emplacement d'un antique complexe chrétien, au-dessus du portique, de boutiques et de maisons d'habitations détruits.
Hugues Colonna aurait fait bâtir cette église dédiée à la Vierge, pour commémorer sa victoire sur les Sarrazins,
La basilique paléochrétienne est flanquée d'un baptistère contemporain, construit sur des thermes romains.
L'église a été plusieurs remaniée : arrière du maître-autel gothique, façade sans doute Renaissance. L'intérieur se divise en trois nefs, avec des arcades à chapiteaux doriques. Les hauteurs de la nef centrale, endommagées par un incendie, ont été reconstruites en briques.
L'église de la Canonica est classée Monument historique par arrêté du 12 juillet 1886.

### Architecture
L'église de la Canonica, romane corse, a un plan très simple, constitué d'une nef séparée des deux bas-côtés par des piliers carrés, et prolongée d'une abside semi-circulaire. Le clocher aujourd'hui ruiné, était accolé au chœur. L'appareillage en cipolin de Brando et de Sisco polychrome, est très soigné.
- La façade occidentale[Note 3] est d'une grande sobriété, austère. Elle est divisée en trois parties reflétant le plan intérieur. Elle ne possède pas d'arcatures. Les assises des pierres sont disposées en alternances épaisses et étroites. Le portail est orné d'un linteau surmonté d'un double arc du tympan aveugle, sculptés en bas-reliefs de motifs géométriques, floraux et d'animaux.

Une petite ouverture en forme de croix grecque dans la partie supérieure du fronton, donne un peu de lumière à l'intérieur de l'édifice.
- La façade orientale, l'abside, occupe toute la largeur de la nef. Elle est percée de trois fenêtres-meurtrières. Les arcatures sur modillons englobées dans une arcature plus grande, reposent sur des pilastres surmontés de chapiteaux sculptés de motifs végétaux. Un animal est gravé sur le premier chapiteau à gauche.
- La façade sud présente deux rangées de cinq fenêtres-meurtrières biseautées, avec architrave monobloc.
- Il en est de même pour la façade nord qui comporte toutefois une porte surmontée d'un linteau monobloc de forme triangulaire.

### Église funéraire de San Parteo

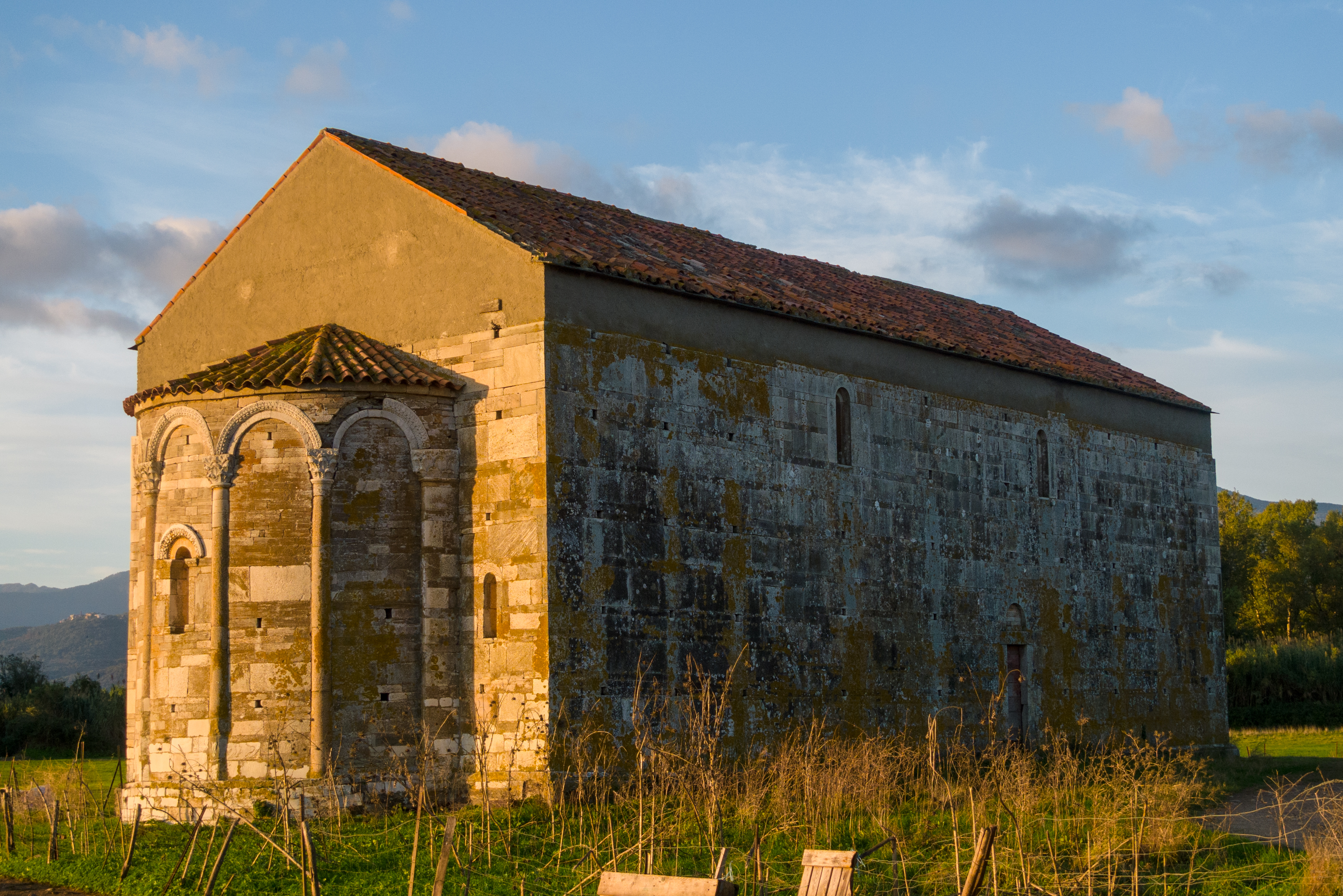
L'église funéraire de San Parteo

L'église de San Parteo de style roman pisan (XIIe siècle), est située à près de 500 m à l'ouest de l'église de la Canonica. L'édifice religieux s'élève à l'emplacement d'un cimetière païen.
D'architecture austère, l'église est faite d'un plan simple se terminant par une abside semi-circulaire. Au sud, le linteau de la porte est sculpté de deux lions affrontés, séparés par un arbre. À l'extérieur, l'abside est entourée de colonnes en granit surmontées de chapiteaux corinthiens en marbre blanc qui supportent des arcades sculptées. Certains matériaux utilisés semblent provenir d'antiques villas romaines comme les chapiteaux. L'abside enserrait trois sépultures dont les couvercles étaient directement recouverts par le dallage primitif.
L'église de San Parteo est classée Monument historique par arrêté du 12 juillet 1886.